# Французькі військовополонені Другої світової війни

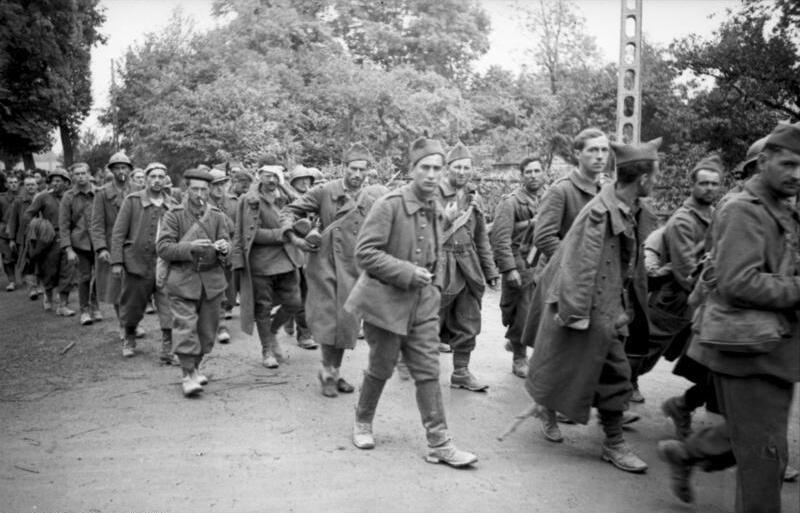
Французькі військовополонені, захоплені німецькими військами під час битви за Францію. Травень 1940

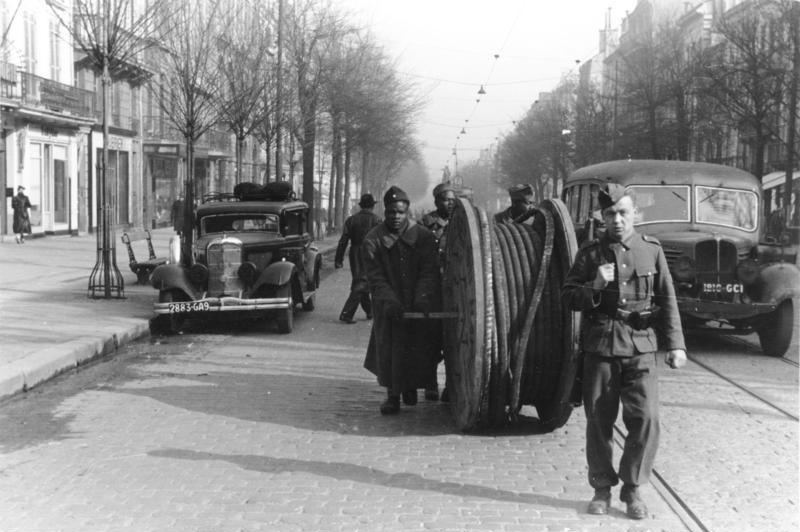
Французькі полонені з числа колоніальних військ Франції на примусових роботах під охороною німецького конвоїра. Південна Франція. 1942

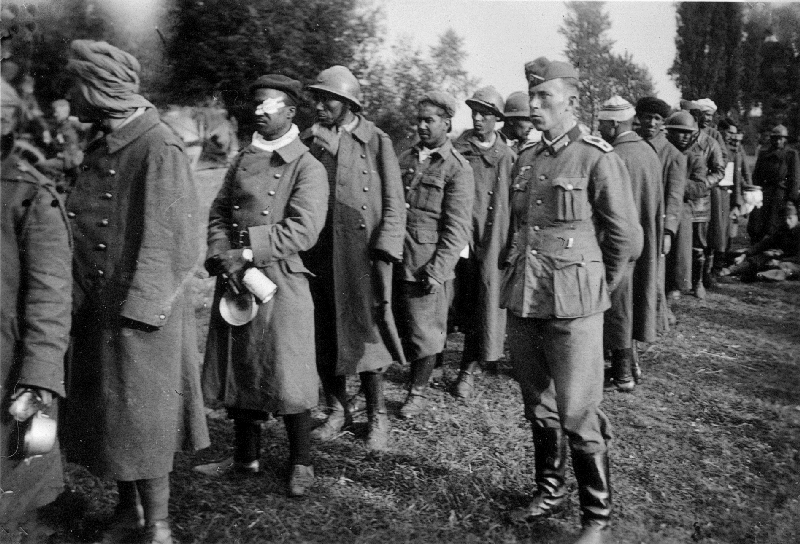
Французькі полонені, сенегальські тиральєри, під наглядом у полоні. 1940

Французькі військовополонені Другої світової війни (фр. Prisonniers de guerre français de la Seconde Guerre mondiale) — категорія військовослужбовців французької армії, Повітряних сил, флоту та інших формувань французьких Збройних сил, що з тих чи інших обставин насильницькі або добровільно була взята в полон військами держав-членів Осі за часи Другої світової війни.
Переважна кількість французьких військовополонених була солдатами регулярної армії Франції та формувань її колоніальної імперії, що були захоплені нацистською Німеччиною у 1940 році. Хоча точних оцінок немає, кількість французьких солдатів, взятих у полон під час битви за Францію в період з травня по червень 1940 року, загальновизнано становить близько 1,8 мільйона, що еквівалентно приблизно 10 % загального дорослого чоловічого населення Франції на той час. Після короткого періоду полону у Франції більшість в'язнів була депортована до Німеччини. У Німеччині в'язнів утримували в таборах Шталаг або Офлаг, залежно від рангу, але переважну більшість незабаром перевели на роботу (командос), яка працювала в німецькому сільському господарстві чи промисловості. Проте полонені з французьких колоній залишалися в таборах військовополонених у Франції з поганими умовами життя через нацистську расову ідеологію.
Під час переговорів про перемир'я 22 червня 1940 року французький уряд Віші прийняв політику співпраці в надії на поступки Німеччини, які дозволили репатріацію колишніх військових додому. Тим не менш, німці відклали повернення полонених до переговорів про остаточний мирний договір, який так і не відбувся через відмову Великої Британії капітулювати та поразку Німеччини в битві за Британію. Відсутність великої частки чоловічого населення Франції також мала важливі наслідки для становища жінок в окупованій Франції, а благодійний збір коштів від імені в'язнів відігравав важливу роль у повсякденному житті Франції до кінця окупації. Обмежене повернення певних класів військовополонених сталося ще в 1940 році, і уряд прагнув заохотити повернення в'язнів, навіть запровадивши непопулярну систему relève для обміну військовополонених на французьких робітників, які їхатимуть працювати до Німеччини.  Попри це, багато в'язнів залишалися в німецькому полоні до поразки Німеччини в 1945 році. Полонені, які повернулися до Франції через репатріацію або через втечу, загалом виявилися затаврованим французьким цивільним населенням і отримали мало офіційного визнання.

## Зміст
До моменту перемир'я 22 червня приблизно 1,8 мільйона французьких солдатів перебували в полоні; ця цифра становила приблизно 10 % від загального дорослого чоловічого населення Франції на той час. Одна з умов Комп'єнського перемир'я полягала в тому, що французькі полонені залишалися під німецькою вартою до кінця війни. Французькі полонені походили з усіх верств населення, регіонів і були представниками різних цивільних професій у Франції, а також включали значну кількість солдатів з Французької колоніальної імперії. Тим не менш, приблизно третина всіх французьких військовополонених були французькими фермерами або селянами, а в деяких регіонах загальна частка захоплених сільськогосподарських робітників була набагато вищою. Це створило брак робочої сили в багатьох цивільних професіях, особливо в сільському господарстві, яке було переважно немеханізоване.
У міжвоєнний період Франція пережила значну імміграцію з інших країн Європи. Зокрема, велика кількість поляків та іспанських республіканців, які емігрували до Франції, згодом служили у французькій армії та також потрапили в німецький полон. Поводження з боку німецьких окупантів стосовно іноземних в'язнів часто було набагато гірше ніж до корінних вихідців Франції.
У 1944 і 1945 роках, коли ситуація в Німеччині погіршилася, постачання їжі до таборів для військовополонених стало більш спорадичним, і голод став проблемою. Коли радянські війська просувалися на захід, табори, що розміщувалися у східній частині Німеччини, в окупованій Польщі тощо почали евакуйовувати та полонені здійснювали пішки марші, так звані «марші смерті», відступаючи подалі від фронту в надзвичайно поганих умовах.
Після завершення кампанії на Західному фронті в 1940 році більшість французьких в'язнів утримувалися у Франції, але після неодноразових втеч німецьке керівництво вирішило перемістити переважну більшість до нових таборів у Німеччині та Східній Європі.
Умови в таборах суттєво відрізнялися географічно та з часом. Умови були особливо поганими влітку 1940 року, коли приміщень виявилося недостатньо для розміщення великої кількості нових військовополонених, а також особливо холодною зимою того ж року. Поступово, у міру репатріації в'язнів, зменшення перенаселеності, умови загалом покращилися. Однак з 1943 року, коли війна на Східному фронті обернулася проти Третього Рейху, умови погіршилися, а постачання продовольства стало нестабільним. Деякі табори були спеціально побудовані, як Шталаг II-D, але інші могли бути колишніми казармами, притулками або фортецями.
В'язні, як правило, поділялися на табори за рангами. Офіцери, яким надавався статус, відмінний від інших рангів, були ув'язнені в Офлаг (скорочено від Offizierslager або «Офіцерський табір»), тоді як сержанти та інші чини були ув'язнені в Шталаг (або Stammlager, «Головний табір»). Кожен Шталаг включав численні нім. Arbeitskommandos (робочі підрозділи) за межами самого табору, деякі з яких могли виконувати роботи за сотні кілометрів. Переважна більшість ув'язнених (приблизно 93 %) не утримувалися за колючим дротом, а натомість працювали на німецьких фабриках чи фермах, іноді без охоронців.
Полонених, які надходили до таборів, німці ділили на групи. Здебільшого це полягало в збиранні солдатів подібного походження (комуністів, євреїв чи бретонців) разом для адміністративних цілей та для обмеження їхнього спілкування з іншими в'язнями. Хоча таке сортування солдатів, як правило, відбувалося лише в невеликих масштабах, у Любеку було створено табір для французьких полонених, яких називали «ворогами Рейху», де їх можна було утримувати в ізоляції. Проте в'язнів, яких вважали бунтівниками, часто відправляли до спеціальних таборів із надзвичайно суворими умовами утримання.
Під час битви в Альпах 154 французькі солдати потрапили в італійський полон. Про цих полонених забули під час переговорів про перемир'я, і в остаточній угоді вони не згадуються. Їх утримували в таборі для військовополонених у Фонте-д'Аморе в Сульмоні разом із 600 греками та 200 британцями, з якими, за всіма свідченнями, поводилися відповідно до законів і правил війни. Їхня доля невідома після перемир'я Італії з союзниками, коли вони, імовірно, потрапили під контроль Німеччини.
У червні 1941 року під час Сирійсько-ліванської кампанії союзники захопили 38 000 французьких солдатів Віші. Військовополоненим було запропоновано вибір: приєднатися до Вільної Франції або бути репатрійованим до Франції. Лише 5 668 осіб добровільно приєдналися до Вільної Франції; решта вирішила бути репатрійованою. Відповідно до заяви Вінстона Черчилля в Палаті громад 10 листопада 1942 року, «понад 1000 в'язнів», вірних Віші, було взято британцями протягом жовтня під час кампанії на Мадагаскарі. Британці знову мали намір репатріювати тих військовополонених, які не бажали приєднатися до Вільної Франції, можливо, в обмін на інтернованих у Франції британських офіцерів.
Після японської окупації Французького Індокитаю близько 4500 французьких в'язнів утримувалося у тимчасовій в'язниці, створеній у цитаделі Ханоя на півночі В'єтнаму. У тимчасовій лікарні, де були відсутні санітарні та медичні послуги, щодня помирало близько півдюжини.